# Khaya anthotheca

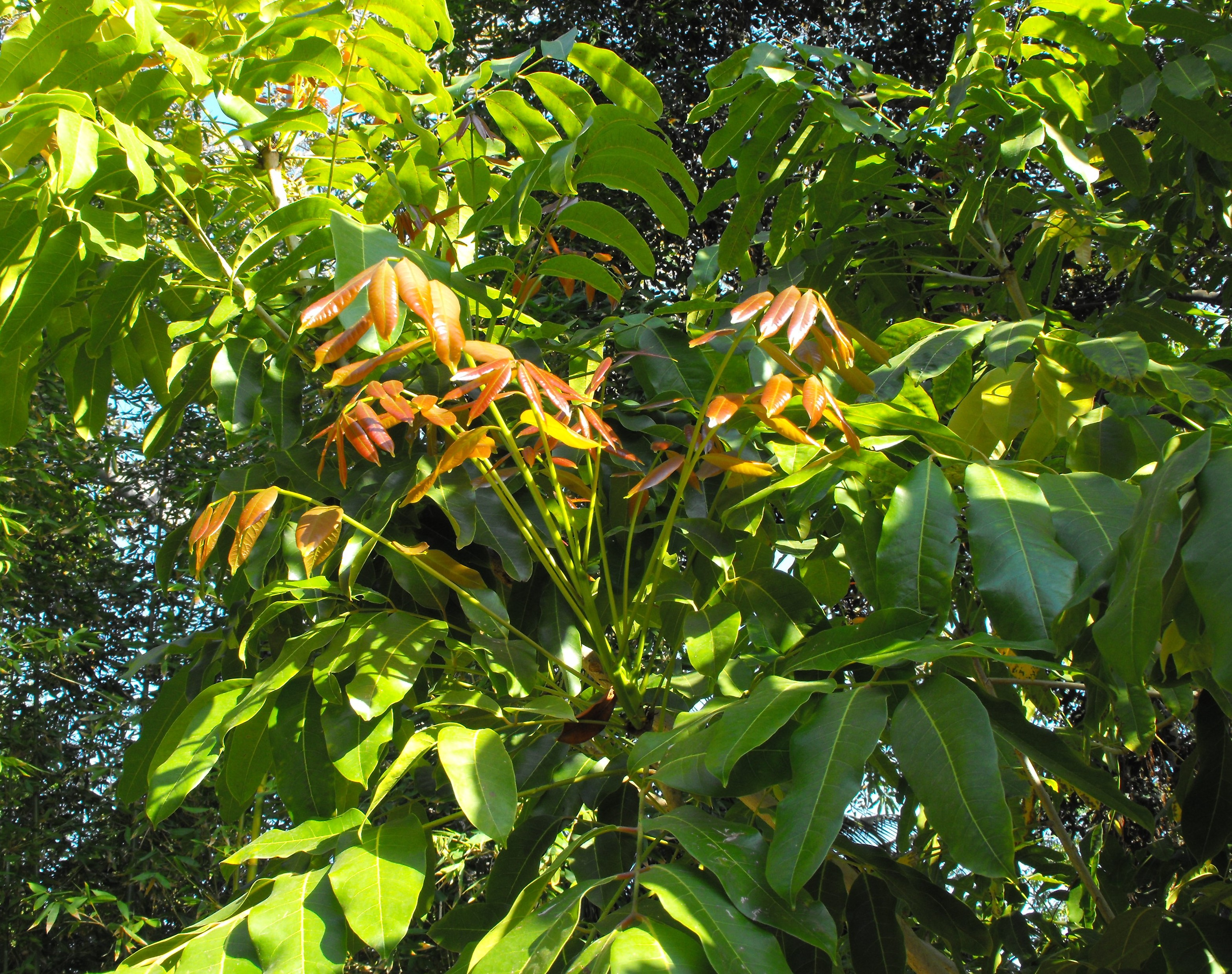
„Laubausschüttung“, es werden viele Laubblätter gleichzeitig ausgebildet, die anfangs rötlich sind – gefiederte Laubblätter.

Khaya anthotheca ist eine Pflanzenart in der Familie der Mahagonigewächse (Meliaceae). Ihr natürliches Verbreitungsgebiet liegt im tropischen Afrika. Das Holz wird gehandelt und vielseitig verwendet.

## Beschreibung

### Erscheinungsbild und Laubblatt
Khaya anthotheca wächst als großer, immergrüner Baum, der Wuchshöhen von bis zu 60 Meter erreicht. Die reichverzweigte Baumkrone ist länglich oder rundlich. An alten Exemplaren sind Brettwurzeln vorhanden. Die Borke ist an jungen Ästen gräulich-braun und glatt, an alten Ästen und Stämmen grau und braun gefleckt und glatt bis manchmal abblätternd.
Die wechselständig und spiralig an den Zweigen angeordneten Laubblätter sind gestielt. Die 15 bis 30 Zentimeter langen Blattspreiten sind unpaarig gefiedert mit drei bis sieben Blattfiedern. Die glatten, glänzend dunkel-grünen Blattfiedern besitzen eine zugespitzte bis gerundete und etwas asymmetrische Basis und einen glatten Rand. Die Blattadern sind auf der Unterseite der Blattfiedern gut zu erkennen.

### Blütenstand und Blüte
Khaya anthotheca ist einhäusig getrenntgeschlechtig (monözisch). Die Blütezeit reicht von September bis Dezember. In an den Zweigenden seitenständigen, verzweigten Blütenständen stehen viele Blüten zusammen. Die süßlich duftenden, weißen, eingeschlechtigen Blüten sind vier- bis fünfzählig und weisen einen Durchmesser von bis zu 1 Zentimeter auf. Die Staubblätter sind zu einer bis zu 6 Millimeter langen Röhre verwachsen.

### Frucht und Samen
Die bei einem Durchmesser von bis zu 6 Zentimeter eiförmig, harte, holzige Kapselfrucht öffnet sich mit vier- oder fünf Klappen. Die Samen sind rundherum häutig geflügelt. Die Früchte reifen zwischen März und September.

## Vorkommen
Das natürliche Verbreitungsgebiet von Khaya anthotheca liegt im tropischen Afrika: Uganda, Kamerun, Zaire, Elfenbeinküste, Ghana, südöstliches Nigeria, Sierra Leone, Angola, Malawi, Mosambik, Sambia und Simbabwe.
Khaya anthotheca ist in Südafrika ein Neophyt. In Südafrika gedeiht diese Art auf mittleren bis niedrigen Höhenlagen in Immergrünen Wäldern und Galeriewäldern. In Tansania gedeiht sie meist im Vorgebirge von Bergketten in gut drainierten Böden, in Sümpfen und entlang von Fließgewässern.
Khaya anthotheca wird im östlichen Teil Südafrikas, auf Kuba und in Puerto Rico erfolgreich als Forstpflanze genutzt.
In der Rotenliste der IUCN wird Khaya anthotheca als vulnerable = gefährdet eingestuft. Als einer der Lieferanten für African mahogany wird Khaya anthotheca besonders in Teilen Ost- und Westafrikas schwer ausgebeutet. Die Regeneration an Naturstandorten ist gering, besonders wenn die fruchttragenden Baumexemplare selten und es zur Verknappung der genetischen Vielfalt kommt.

## Namen
Trivialnamen sind: Roter Mahagoni wie auch einige andere Arten, Nyanja: mbawa, mlulu; in Simbabwe Mubarwa, Mururu, Muwawa; East African mahogany, Nyasaland mahogany, red mahogany (Eng.); Oos-Afrikaanse mahonie (Afr.); Acaujo (Fr.), African Mahogany, White Mahogany (Eng.); Acajou Blanc, Acajou D’Afrique (Fr.).

## Taxonomie
Die Erstbeschreibung dieser Art erfolgte 1859 unter dem Namen Garretia anthotheca durch Friedrich Martin Josef Welwitsch in Apontamentos Phytogeographicos 1858, S. 587. Die Typuslokalität ist Mont de Queta, Golungo Alto in Angolo. Das Typusmaterial besitzt die Herbarnummer Welwitsch 1314. Sie wurde 1878 durch Anne Casimir Pyramus de Candolle in Monographiae Phanerogamarum, 1, S. 721 in die Gattung Khaya gestellt. Ein weiteres Synonym für Khaya anthotheca (Welw.) C.DC. ist Khaya nyasica Stapf ex Baker f. Das Artepitheton anthotheca setzt sich aus den griechischen Wörtern anthos für Blüte und theke zusammen.